# Terrifying
«Terrifying» —en español: «Aterrorizante»— es una canción de la banda inglesa The Rolling Stones, escrita por Mick Jagger y Keith Richards. Fue lanzada como último sencillo de su álbum Steel Wheels de 1989.

## Grabación
La canción fue escrita por Mick Jagger y Keith Richards durante las sesiones de Steel Wheels en los Air Studios de Montserrat, que tuvieron lugar del 29 de marzo al 29 de junio de 1989. Los trabajos de la canción se finalizaron en los Olympic Studios de Londres. Fue producida en conjunto por The Glimmer Twins y Chris Kimsey. El ingeniero de sonido fue Christopher Marc Potter.
Es una canción de tempo medio, interpretada a 143 pulsaciones por minuto.

## Lanzamiento y legado
El sencillo fue lanzado en agosto de 1989 y alcanzó el número 82 en el UK Singles Chart. En los Estados Unidos, trepó al puesto 8 del Mainstream Rock Tracks.
La cara B fue «Wish I'd Never Met You», un tema que no formaba parte del álbum y que más tarde se incluyó en el álbum recopilatorio del grupo Rarities 1971-2003 de 2005.
En vivo la canción fue interpretada durante la gira Steel Wheels/Urban Jungle Tour, que tuvo lugar entre 1989 y 1990.

## Personal
Acreditados:
The Rolling Stones
- Mick Jagger: voz
- Keith Richards: guitarra eléctrica, coros
- Ron Wood: guitarra eléctrica
- Bill Wyman: bajo
- Charlie Watts: batería

Músicos adicionales
- Chuck Leavell: órgano
- Matt Clifford: teclados
- Roddy Corimer: trompeta
- Lisa Fischer: coros
- Nick Mason: rototom

## Posicionamiento en las listas
| Listas (1990)                           | Mejor posición |
| --------------------------------------- | -------------- |
| Alemania (Media Control AG)             | 82             |
| Estados Unidos (Mainstream Rock Tracks) | 8              |
| Países Bajos (Mega Single Top 100)      | 58             |
| Reino Unido (UK Singles Chart)          | 82             |